# Malvern Hills District
Malvern Hills District är ett distrikt (motsvarande kommun) i grevskapet Worcestershire i England, Storbritannien. Distriktet har 81 024 invånare (2022). Enda större ort är Great Malvern.
Distriktet är indelat i 68 civil parishes.